# A Dream Is a Wish Your Heart Makes
"A Dream Is A Wish Your Heart Makes" là một bài hát được viết và sáng tác bởi Mack David, Al Hoffman và Jerry Livingston cho bộ phim Cinderella của hãng Walt Disney (1950). Trong bài hát Cinderella (được hát bởi Ilene Woods) khuyến khích bạn bè động vật của cô không bao giờ ngừng mơ ước, và chủ đề đó tiếp tục trong suốt toàn bộ câu chuyện. Chủ đề của bài hát được lấy từ Etude số 9 Ricordanza của Franz Liszt của Transcendental Etudes. Bài hát này cũng do Lily James thực hiện cho nhạc nền của phiên bản live-action của Cinderella vào năm 2015.

## Danh sách bài hát
Kỹ thuật số
1. "A Dream Is A Wish Your Heart Makes" (Single Version) – 3:55
2. "A Dream Is A Wish Your Heart Makes" (Christmas Version) – 3:45

### Bản chính thức
- "A Dream Is A Wish Your Heart Makes" (Single Version) – 3:55
- "A Dream Is A Wish Your Heart Makes" (Radio Edit) – 3:39
- "A Dream Is A Wish Your Heart Makes" (Cut Live Version) – 1:21